# 日本國有鐵道
日本國有鐵道（日语：／ Nihon kokuyū tetsudō, Nippon kokuyū tetsudō）是日本曾存在之負責國有鐵路經營的事業體，簡稱國鐵（／ Kokutetsu）、（來自其英文譯名），為日本過往三個由國家出資、以經營公共事業為目的「公共企業體」之一（專賣公社、國鐵、電電公社），於1949年6月1日成立、1987年4月1日解散。
日本國有鐵道是將原由政府機關（鐵道省）經營的國有鐵路事業改為獨立利潤制的公共事業形式而成立的特殊法人機構，與一般採用股份制（公司體制）的國營企業略有不同。其最高負責人稱為「總裁」，由內閣任命；最高治理機構為「理事會」，與一般企業的董事會類似。主要監督機關為運輸省。由於負債等經營問題，日本政府將國鐵解散並分割為7家政府出資的「JR」鐵路公司，其清算事務則另由日本政府成立「日本國有鐵道清算事業團」來承擔。

## 歷史

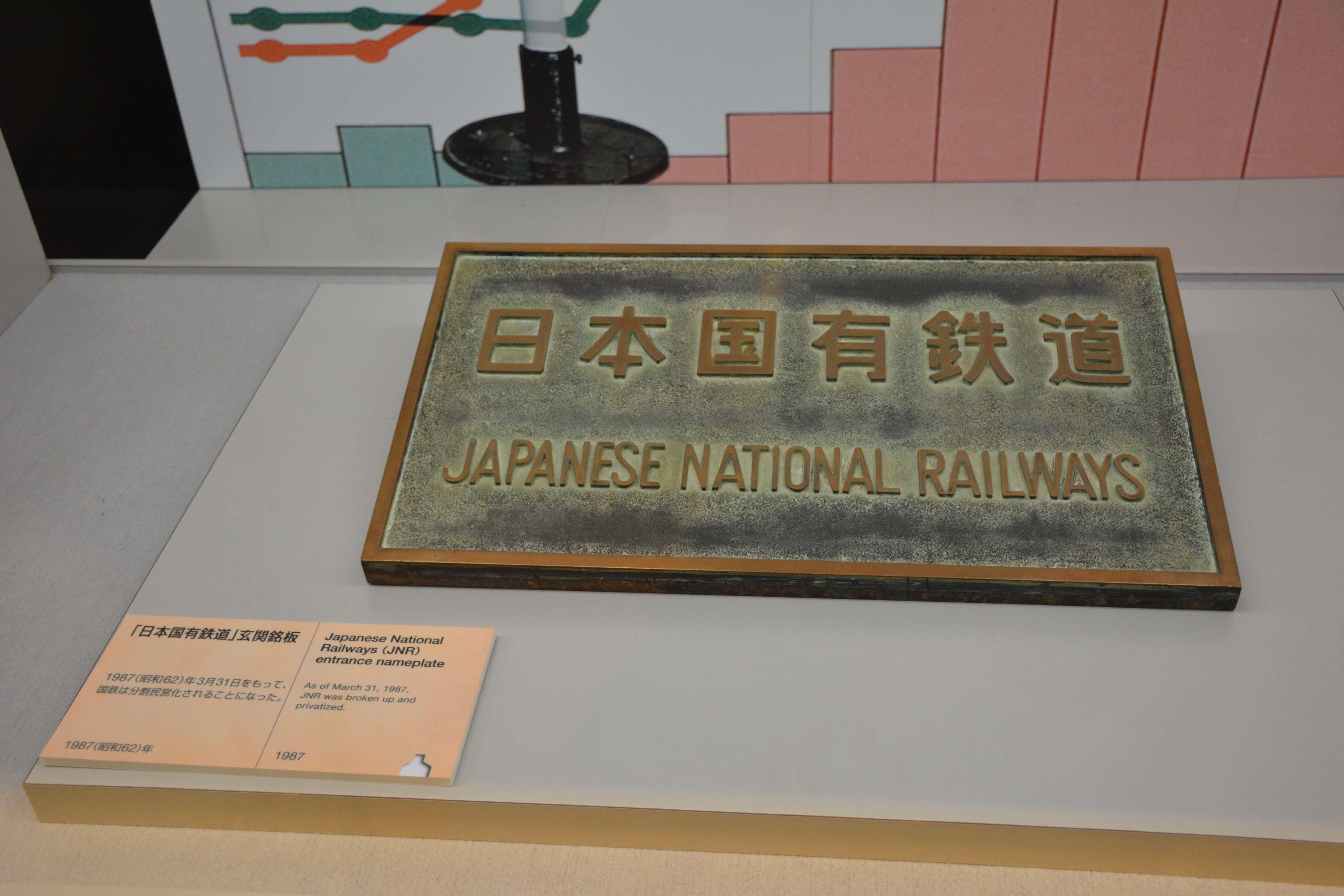
日本國有鐵道總部玄關銘板，現收藏於埼玉的鐵道博物館

### 成立背景
第二次世界大戰結束後，日本政府經營的「國有鐵路」（當時稱為「省線」）遭受通貨膨脹之苦，並成為復員軍人和遣返人員的就業管道，因此負責運營的運輸省1948年國家鐵路業務特別帳戶的赤字為300億日元，財政狀況極度惡化。在勞資糾紛頻發的社會形勢下，駐日盟軍總司令部（GHQ）總司令麥克阿瑟為防止國家公務員之間發生糾紛，同時將國家壟斷項目和國有鐵路等與行使國家權力無關的國有項目的工作人員定為非公務員，並允許他們享有某些比公務員更為寬鬆的勞動權利，從而實現高效的企業管理。他發表了一封建議設立獨立核算制公共企業體（Public Corporation）的信函。確定了繼承政府國有鐵道事業並由政府出資設立的新法人「日本國有鐵道」的設立，《日本國有鐵道法》於1948年11月30日在日本國會中通過。日本國有鐵道原計劃於1949年4月1日啟動，但由於運輸省鐵路總局準備不足，推遲到了1949年6月1日。整體而言，日本國鐵的成立並沒有受到太多關注，因為它只是從行政機關經營的國營企業向營利機構經營的公營企業過渡。
國鐵成立後立即著手整理人員，涉及約9.5萬名員工。 這導致了被稱為國鐵三大神秘事件（下山事件、松川事件和三鷹事件）的發生，被認為是導火線，引發了勞動政策的混亂。 此外，在營運方面，也發生了嚴重事故，如由於戰時設計不良的車輛和地面設施導致的「桜木町事故」等。 然而，同時，國鐵也積極推動了特別急行和急行列車的恢復，以恢復運輸能力。 地方機構「鐵道局」和「管理部」也進行了重組，將鐵道局改為地方支配人，管理部改為鐵道管理局。 此外，從1950年11月14日到15日，根據盟軍最高司令官總司令部的命令，通告了對461名員工進行的「紅色清洗」。

### 第1次5年計劃 - 第2次5年計劃
國鐵恢復了戰前的運輸水平，基於1957年（昭和32年）啟動的“第1次5年計劃”，在全國範圍內推進老化設施的更新、運力增強和電力現代化。 1958年（昭和33年）首次推出了電車特急「回聲號」（151系列電車），並在車頭安裝了來自公開招募的「JNR標誌」和「特急標誌」。
1961年（昭和36年）啟動了「第2次5年計畫」。 東海道新幹線於1959年（昭和34年）開工建設，作為東海道本線的運輸能力，在東京奧運前於1964年（昭和39年）通車，成為國鐵的象徵。
同時，從這個時期開始，國鐵面臨與高速公路和飛機的競爭加劇。 日本國有鐵道諮詢委員會，國鐵總裁諮詢機構，於1960年（昭和35年）提交了“有關國鐵經營改進方法的意見書”，警告稱，由於國家政策導致的地方新線建設等過度負擔 以及戰後過度就業導致的人力成本增加，對國鐵經營造成了嚴重影響，但政府堅持在新建的日本鐵路建設公團中進行新線建設，沒有採取任何措施。
結果，國鐵在1964（昭和39）財政年度的單年度收支中出現了8,300億日圓的赤字。 最初是透過結轉利潤來彌補的，但在1966（昭和41）財政年度的結算中，完全陷入了赤字。 此後再也沒有實現過盈利。 然而，僅限於單年度收支，客運部門自1984年以來一直處於獲利狀態。 此外，總評系國鐵勞工工會（國勞）和國鐵動力車勞動組合（動勞），以及同盟系鐵路勞動組合（鐵勞），這些大規模工會在國內的勞工運動和政治中持續具有一定影響力。

## 标志
代表日本国铁的标志有工部省时代的“‘工’字标志（日语：工マーク）”（1860年设立）、铁道厅时期的“驱动轮标志（日语：動輪マーク）”（1909年设立）、日本国铁设立的“JNR标志（日语：JNRマーク）” 1958年公开募股。其中，“驱动轮标志”以蒸汽机车的驱动轮为原型，其设计不仅被用于铁路旗帜，还被用于制服的帽徽和领章。

“工”字标志（日语：工マーク）
驱动轮标志（日语：動輪マーク）
JNR标志（日语：JNRマーク）
铁道旗（日语：鉄道旗）

## 組織架構
（截至1987年，另有说明除外）

### 本社
根据理事会的决定，对各地区的总局和铁路管理局进行统一管理。下设14个局、3个处、5个办公室作为本社部局，另设有铁道公安总部、综合人事委员会、审计委员会事务局。另设铁道技术研究所（现铁道综合技术研究所）、中央铁道学院、海外事务所（纽约、巴黎）等9个附属机构。
在1985年3月20日机构改革中，本社部局的新干线建设局并入建设局，工作局并入车辆局，所属机关机车车辆设计事务所并入车辆局（设计科）。
| 董事组织   | 本社部局              | 本社部局                       | 附属机构                   |
| ---------- | --------------------- | ------------------------------ | -------------------------- |
| 理事会     | 总裁室                | 货物局                         | 铁道事务研究所             |
| 总裁       | 经营计划室（日语：経営計画室）  | 船舶管理室                     | 铁道劳动科学研究所         |
| 副总裁     | 地方交通线对策室      | 汽车局（日语：自動車局）               | 中央铁道学院               |
| 技师长     | 技术计划室（日语：技術計画室）  | 運転局                         | 建筑物设计事务所（日语：構造物設計事務所） |
| 常务理事   | 宣传部（日语：広報部）      | 车辆局                         | 中央铁道医院               |
| 监察委员会 | 外务部                | 建设局                         | 中央保健管理所             |
|            | 信息系统部（日语：情報システム部）  | 设施局                         | 海外事务所（纽约、巴黎）   |
| 监察局     | 电气局                | 造价估算室（日语：工事積算室）           |                            |
| 职员局     | 事务局                | 中央信息系统管理中心（日语：中央情報システム管理センター） |                            |
| 经理局     | 公安本部 （铁道公安） |                                |                            |
| 资材局     | 综合人事委员会        |                                |                            |
| 共济事务局 | 监察委员会事务局      |                                |                            |
| 旅客局     |                       |                                |                            |

### 地方机关
以地区为单位综合管辖铁道管理局的总局（北海道、九州、四国、新干线）取代了1957年1月16日至1970年8月14日的旧支社制度，进行铁道管理局之间管理工作。
1985年3月20日因组织调整，驻地理事室（日语：駐在理事室）（仙台、名古屋、大阪）被废除，运输企划室（日语：輸送計画室）（东北、中部、关西）划归仙台、名古屋、大阪铁路管理局新设办公室、交通规划办公室并整合。此外，还设立了首都圈本部、东北・上越新干线总指挥本部。
铁道管理局、地方部局、工厂、运输企划室等置于总局、运输规划室等之下，管理其下设车站、车辆基地等现业机关。

### 现业机关
- 站
- 营业所
- 调车场（日语：操車場）
- 信号场
- 车掌区
- 车掌所
- 聯絡船（日语：連絡船）
- 船舶管理所
- 船舶施設区
- 桟橋
- 船員区
- 机关区
- 電車区
- 气動車区
- 客車区
- 客貨車区
- 貨車区
- 運轉所（日语：運転所）
- 運轉区（日语：運転轉区）
- 保線区
- 保線所
- 機械軌道区
- 营林区
- 轨道中心（日语：レールセンター）
- 建筑区
- 機械区
- 機械所
- 電力区
- 变电区
- 信号通信区
- 通信区
- 信号区
- 電气区
- 電气所
- 電气工事区
- ヤックス管理区
- 鉄道公安室
- 工事区
- 建筑物检查中心（日语：構造物検査センター）
- 乘车券管理中心（日语：乗車券管理センター）
- 车辆所
- CTC中心（日语：CTCセンター）
- 管財区
- 資材中心（日语：資材センター）
- 经理資材所
- 要員機動中心（日语：要員機動センター）
- 汽车营业所（日语：自動車営業所）

## 關聯事業設施
國鐵或其相關組織經營的鐵路事業以外的事業列舉如下。

### 汽車事業

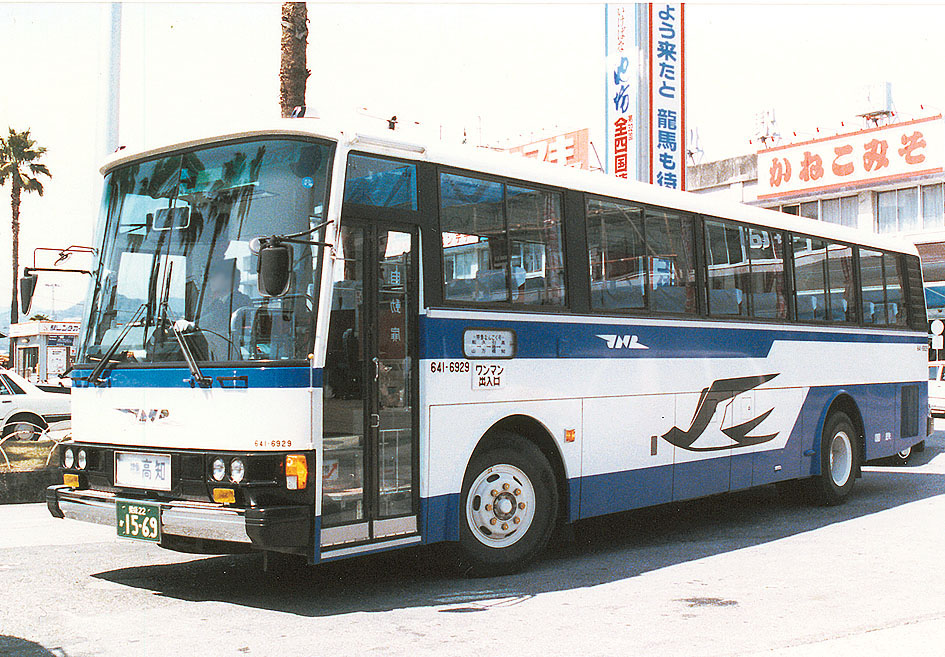
國鐵巴士（特急南國號）

國鐵巴士起到了对国铁的代行、先行、短路、培养、补充的作用，开展了旅客汽车事业以及货物汽车事业。国铁分割民营化时，每个地方汽车局（自動車部、自動車管理室）被管辖该地区的旅客铁路公司继承后，被进行了分割。

### 船舶事業

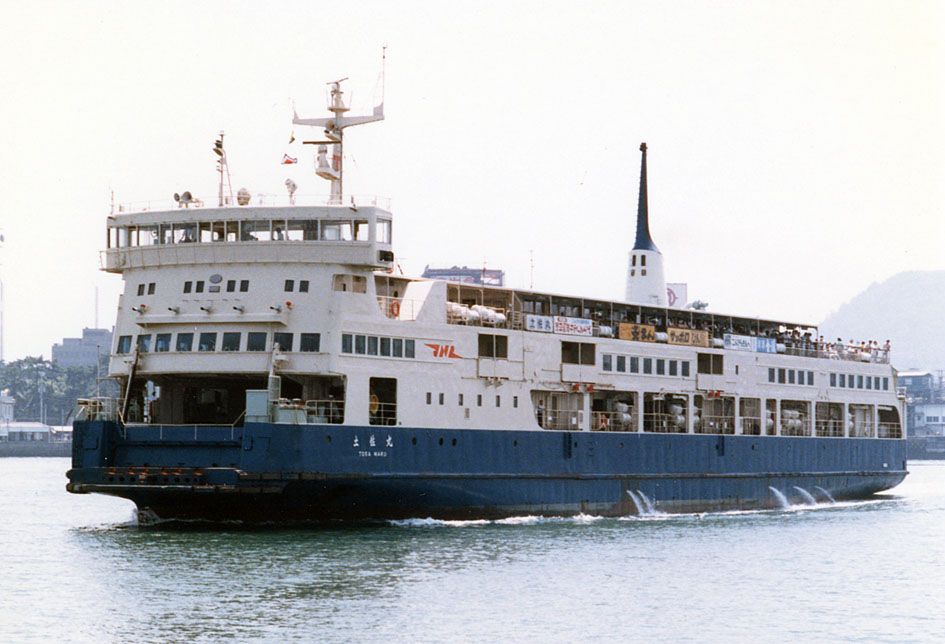
國鐵運營的鐵道聯絡船（宇高聯絡船土佐丸）

为了连接被水域隔绝的线路，设定了铁道联络船。共有青函、宇高、宫岛、仁堀、大島、關門六条航路，其中仁堀、大岛、关门3航路在国铁时代废止，其他的3航路分别被JR北海道、JR四国、JR西日本继承。

### 鐵道醫院

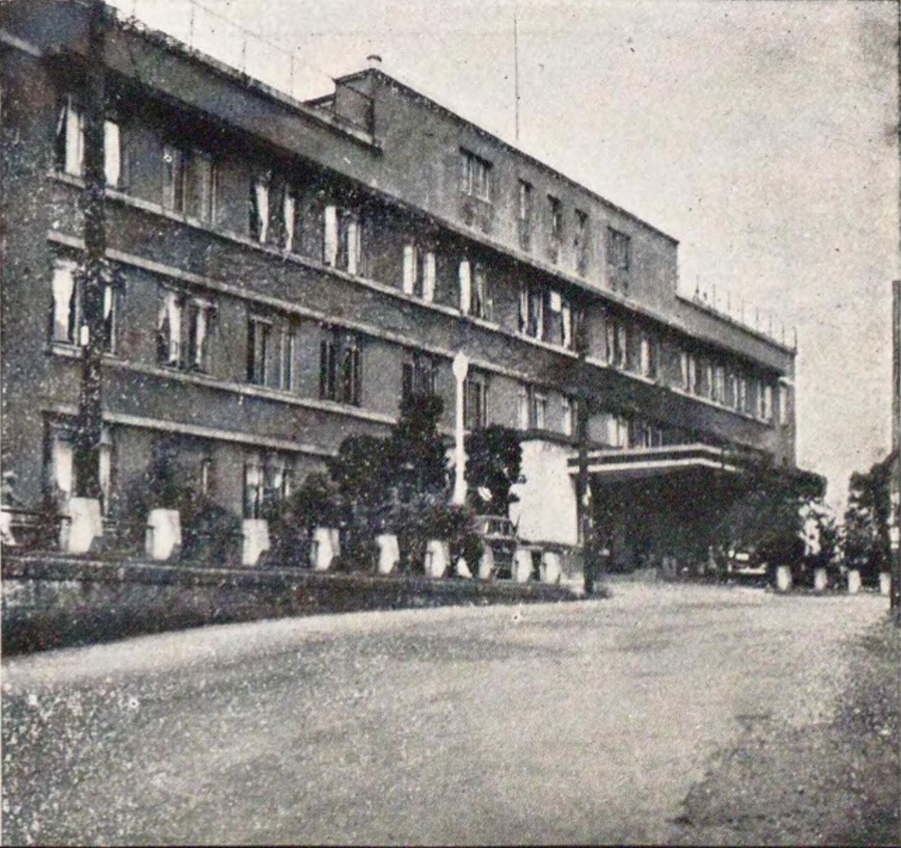
JR東京綜合醫院

從大正時代中期開始，鐵路醫院陸續開設，作為國鐵工作人員的醫療設施，並在國鐵成立時成為國鐵管轄的醫院。 1982年至1987年，在日本國鐵末期，被指定為保險醫療機構，成為普通患者可以接受的醫療機構。 此外，有時會在動力庫和修軌區所在的站場設置鐵路診所。
- 札幌鐵道醫院→JR札幌醫院（日语：JR札幌病院）（JR北海道）
- 釧路鐵道醫院【廢院】
- 青森鐵道醫院【廢院】
- 盛岡鐵道醫院→盛岡鐵道健診中心（JR東日本）
- 仙台鐵道醫院→JR仙台醫院（日语：JR仙台病院）（JR東日本）
- 秋田鐵道醫院→秋田鐵道健診中心（JR東日本）
- 山形鐵道醫院【廢院】（用地成為JR東日本山形支店的一部分）
- 水戶鐵道醫院【廢院】
- 高崎鐵道醫院【廢院】
- 大宮鐵道醫院【廢院】
- 千葉鐵道醫院【廢院】
- 田端鐵道醫院【廢院】
- 中央鐵道醫院→JR東京綜合醫院（日语：JR東京総合病院）（JR東日本）
- 新潟鐵道醫院→新潟鐵道健診中心（JR東日本）
- 金澤鐵道醫院【1985年（昭和60年）3月31日廢院】→金澤健診中心（JR西日本）
- 長野鐵道醫院→長野鐵道健診中心（JR東日本）
- 静岡鐵道醫院→静岡鐵道健診中心（JR東海）
- 名古屋鐵道醫院→JR東海綜合醫院→名古屋中央醫院（日语：名古屋セントラル病院）（JR東海）
- 大阪鐵道醫院（日语：大阪鉄道病院）（JR西日本）※截至2018年6月，這是唯一仍以「鐵道醫院」名稱存在的鐵道醫院。
- 大阪鐵道醫院梅田分室【廢院】→大阪鐵道醫院大阪保健管理部（JR西日本）
- 大阪鐵道醫院新宮分室【1985年（昭和60年）3月31日廢院】
- 姬路鐵道醫院【1982年（昭和57年）3月31日廢院】→大阪鐵道醫院姬路分院診療所【1985年（昭和60年）3月31日廢院】
- 福知山鐵道醫院【1956年（昭和34年）11月1日開院→1983年（昭和58年）3月31日廢院】→福知山綜合診療中心【1983年（昭和58年）4月1日開院→1984年（昭和59年）3月31日廢院】→福知山鐵道健診中心（國鐵‧JR西日本）【1984年（昭和59年）4月】→【廢院】
- 米子鐵道醫院【廢院】→米子健診中心（JR西日本）
- 岡山鐵道醫院（JR西日本）【1991年（平成3年）3月31日廢院】→ 岡山健診中心（JR西日本）
- 廣島鐵道醫院→JR廣島醫院（日语：JR広島病院）（醫療法人JR廣島醫院）
- 下關鐵道醫院【1956年（昭和34年）11月1日開院→1982年（昭和57年）3月31日廢院】→廣島鐵道醫院下關分室【1982年（昭和57年）4月1日開院】
- 德島鐵道醫院【廢院】
- 四國鐵道醫院→入院設備廢止後改為四国旅客铁道高松診療所（已搬遷，旧址現為高松北警察署（日语：高松北警察署）新廳舍）
- 門司鐵道醫院→JR九州醫院（日语：JR九州病院）（JR九州）
- 熊本鐵道醫院【廢院】→舊址現為熊本朝日放送（KAB）本社大樓
- 大分鐵道醫院【廢院】
- 鹿兒島鐵道醫院【廢院】

### 職業棒球
在1950年至1965年期间，创办了职业棒球队“国铁燕子队（日语：国鉄スワローズ）”，为现如今球队“东京养乐多燕子队（日语：東京ヤクルトスワローズ）”的前身。
该球队是由国铁第2任社长加賀山之雄为了提高新成立的日本国铁员工的意识而创办。
由于日本《国铁法》的规定和限制，该队实际上由日本国有铁道的关联团体出资成立“国铁棒球株式会社（日语：国鉄野球株式会社）”。该队加入了日本棒球機構，属于中央联盟。球队名称以“燕（日语：つばめ）”命名，这是球队就职时国铁的特快列车之一。

### 鐵道公安職員
其于1947年运输省时期成立。该系统是随着日本国铁的建立而建立的。
其为国家铁路雇员，有权调查在国家铁路的铁路场所和列车上的犯罪行为以及针对国家铁路运输业务的犯罪行为。
其随着国铁分割民营化而被废除，改组后编入警视厅铁道警察总队及各都道府县警察本部。

### 國鐵共濟組合
國鐵共濟組合是为国铁职员及退休员工提供长期福利（养老金）和短期福利（医疗保障）的共濟組合。
1907年帝国铁道厅職員救済組合成立，后因为政府改制而先后改名为铁道院職員救済組合（1908年-1918年）、铁道院共済組合（1918年-1920年）、国有铁道共済組合（1920年-1948年）。
1948年7月，随着《全国公务员共濟組合法（日语：国家公務員共済組合法）》（旧法）的制定，更名为国铁共済組合。其后适用《公共企业体职员等共濟組合法（日语：公共企業体職員等共済組合法）》（1956年制定，已废止）和《国家公务员等共濟組合法（日语：国家公務員等共済組合法）》（1984年施行）。

## 歷任總裁
| 任次 | 姓名       | 就任期間                      | 備考                                     |
| ---- | ---------- | ----------------------------- | ---------------------------------------- |
| 1    | 下山定則   | 1949年6月1日 - 1949年7月6日   | 於下山事件中死亡                         |
| 2    | 加賀山之雄 | 1949年9月24日 - 1951年8月24日 | 因櫻木町事故引咎辭職                     |
| 3    | 長崎惣之助 | 1951年8月25日 - 1955年5月13日 | 因紫雲丸事故引咎辭職                     |
| 4    | 十河信二   | 1955年5月14日 - 1963年5月19日 | 因東海道新幹線建設經費問題辭職           |
| 5    | 石田禮助   | 1963年5月20日 - 1969年5月26日 | 高齡退休                                 |
| 6    | 磯崎叡     | 1969年5月27日 - 1973年9月21日 | 因上尾事件引咎辭職                       |
| 7    | 藤井松太郎 | 1973年9月22日 - 1976年3月5日  | 因違法罷工問題引咎辭職                   |
| 8    | 高木文雄   | 1976年3月6日 - 1983年12月1日  | 在改善國鐵經營的問題上受政府壓力辭職     |
| 9    | 仁杉嚴     | 1983年12月2日 - 1985年6月24日 | 在國鐵分割民營化的議題上與政府對立而辭職 |
| 10   | 杉浦喬也   | 1985年6月25日 - 1987年3月31日 | 末任國鐵總裁                             |

## 國有鐵道事業體變遷
| 成立日期                             | 國鐵事業體 | 監督行政官廳                                  |
| ------------------------------------ | --- | --------------------------------------------- |
| 1870年4月19日 （明治3年3月19日）     | 民部大藏省 鐵道掛 | 民部大藏省 鐵道掛                             |
| 1870年8月6日 （明治3年7月10日）      | 民部省 鐵道掛 | 民部省 鐵道掛                                 |
| 1870年12月12日 （明治3年閏10月20日） | 工部省 鐵道掛 | 工部省 鐵道掛                                 |
| 1871年9月28日 （明治4年8月14日）     | 工部省 鐵道寮 | 工部省 鐵道寮                                 |
| 1877年1月11日                        | 工部省 鐵道局 | 工部省 鐵道局                                 |
| 1885年12月22日                       | 內閣 鐵道局 | 內閣 鐵道局                                   |
| 1890年9月6日                         | 內務省 鐵道廳 | 內務省 鐵道廳                                 |
| 1892年7月21日                        | 遞信省 鐵道廳 | 遞信省 鐵道廳                                 |
| 1893年11月10日                       | 遞信省 鐵道局 | 遞信省 鐵道局                                 |
| 1897年8月18日                        | 遞信省 鐵道作業局 | 遞信省 鐵道局                                 |
| 1907年4月1日                         | 遞信省 帝國鐵道廳 | 遞信省 鐵道局                                 |
| 1908年12月5日                        | 內閣 鐵道院 | 內閣 鐵道院                                   |
| 1920年5月15日                        | 鐵道省 | 鐵道省                                        |
| 1943年11月1日                        | 運輸通信省 鐵道總局 | 運輸通信省 鐵道總局                           |
| 1945年5月19日                        | 運輸省 鐵道總局 | 運輸省 鐵道總局                               |
| 1949年6月1日                         | 日本國有鐵道 | 運輸省 鐵道監督局                             |
| 1984年7月1日                         | 日本國有鐵道 | 運輸省 大臣官房国有铁道部・地域交通局         |
| 1987年4月1日                         | 北海道旅客鐵道 東日本旅客鐵道 東海旅客鐵道 西日本旅客鐵道 四国旅客鐵道 九州旅客鐵道 日本貨物鐵道 鐵道通信 鐵道資訊系統 新幹線鐵道保有機構 鐵道綜合技術研究所 日本國有鐵道清算事業團 （後續的變遷參照上述各條目） | 運輸省 大臣官房国有铁道改革推进部・地域交通局 |
| 1991年7月1日                         | 北海道旅客鐵道 東日本旅客鐵道 東海旅客鐵道 西日本旅客鐵道 四国旅客鐵道 九州旅客鐵道 日本貨物鐵道 鐵道通信 鐵道資訊系統 新幹線鐵道保有機構 鐵道綜合技術研究所 日本國有鐵道清算事業團 （後續的變遷參照上述各條目） | 運輸省 鐵道局                                 |
| 2001年1月6日                         | 北海道旅客鐵道 東日本旅客鐵道 東海旅客鐵道 西日本旅客鐵道 四国旅客鐵道 九州旅客鐵道 日本貨物鐵道 鐵道通信 鐵道資訊系統 新幹線鐵道保有機構 鐵道綜合技術研究所 日本國有鐵道清算事業團 （後續的變遷參照上述各條目） | 國土交通省 鐵道局                             |